# Famille d'Apchier
La famille d'Apchier est une très ancienne famille de la noblesse française qui s'est éteinte en 1836. 
La famille d'Apchier a compté parmi ses représentants un troubadour, des officiers généraux, des gouverneurs, un député aux États généraux de 1789.
Son cri de ralliement était d'Apchier, Notre-Dame, Barres en avant.

## Histoire
Originaire du Gévaudan, elle est une branche, au même titre que la maison de Joyeuse, de la famille de Châteauneuf-Randon. 
Son patronyme vient de la terre d'Apchier, alias Apcher, près de Saint-Chely d'Apcher. Elle possède également, depuis le XIIIe siècle, la terre de Rochecolombe, sous le nom de laquelle elle était parfois désignée jadis. 
La baronnie d’Apcher (anciennement Apchier) est située entre le Bès et la Truyère, et a donné son nom à certains de ses villages comme Saint-Chély-d'Apcher, devenu la plus grande ville de la baronnie. Le château était établi à l’ouest du domaine, à Apcher (commune de Prunières), dont la tour en est le vestige, mais où des fouilles ont permis de mettre au jour des restes du château. Selon la légende, le nom viendrait du baron d’Hacher, fils de la princesse de Hongrie tenant une hache le jour où le roi le trouva.
La baronnie d'Apcher entre dans la descendance des Randon ; le nom de Guérin (ou Garin) d'Apchier, souvent employé, remonte jusqu'à un frère d'un Odilon de Randon. Le premier d'entre eux, Garin de Châteauneuf, qui avait épousé Alix d'Apchier, pourrait être assimilé au troubadour Garin d'Apchier. Il est en tout cas le premier à se parer du titre de baron, même si la famille d'Apchier (dont l'héritière est ladite Alix) semble très ancienne. Il semble ainsi qu'en 1096, le chevalier croisé Henry d'Apchier soit baron ou seigneur d'Apchier.
Les possessions étaient gardées par quatre châteaux principaux, outre celui d'Apcher : Montaleyrac (Fournels), Arzenc-d'Apcher, La Garde (Albaret-Sainte-Marie) et Le Bacon.
On retrouve le nom d'un Guérin d'Apchier durant la guerre de Cent Ans, où sous les cris de ralliement « d'Apchier, Notre Dame, Barres en avant », lui et ses hommes ont vaillamment repoussé les Anglais qui les attaquaient vers « Sancti Hilari de Capoleg ». Autre nom resté dans l'histoire, celui du marquis d'Apchier qui se consacra corps et âme à libérer son pays de la bête du Gévaudan au XVIIIe siècle.
En 1715, Charles de Crussol, devenu possesseur d'Apchier met en vente le titre, racheté par son agent d'affaire Pierre Bouniol. Celui-ci la revendra en 1717 à Emmanuel de Bessuéjouls, marquis de Roquelaure. Le nom d'Apchier restera cependant, son possesseur ayant bien souvent le titre de marquis d'Apchier.

## Personnalités
- Garin lo Brun, alias Garin d'Apchier († ca.1156), troubadour
- Jean-Joseph d'Apcher (1748-1798), maréchal de camp, député de la noblesse aux États généraux de 1789

## Armes, blasons, devises
| Image | Blasonnement et devise |
| ----- | --- |
|       | Châteauneuf-Randon d'Apchier : D'or, au château donjonné de trois tours crénelées de gueules, celle du milieu plus élevée, et accostée de deux haches d'armes d'azur plantées en pal de chaque côté de la tour. Devise : « Deo juvante » |

## Alliances
Les principales alliances de la famille d'Apchier sont : de Crussol, de La Tour d'Auvergne, de Rochefort d'Ally, de Veyrac, de La Tour de Saint-Vidal, de Vogüé.